# Plessis-Saint-Benoist
Plessis-Saint-Benoist é uma comuna francesa na região administrativa da Ilha-de-França, no departamento de Essonne. Estende-se por uma área de 9,16 km². Em 2010 a comuna tinha 333 habitantes (densidade: 36,4 hab./km²).